# Вірупакшарая I
Вірупакшарая I (*д/н —1405) — магараджахіраджа (цар царів) держави Віджаянагар у 1404—1405 роках.

## Життєпис
Син Харіхари II. У 1404 році посів трон імперії. Але невдовзі проти нього виступили брати Деварая і Букка. Вірупакшарая панував лише кілька місяців, перш ніж його вбили його сини, а потім його змінив його брат Букка II.
Оскільки його правління тривало лише кілька місяців, правління Вірупакші не було відзначене жодними значними подіями чи змінами. Тим не менш, мандрівник Фернао Нуніс зазначив, що Вірупакшарая втратив багато володінь, зокрема Гоа, Чаул і Дабхол, які захопив султан Фіруз-шах Бахмані. Нуніс також писав, що сам Вірупакша був жорстоким, не піклувався ні про кого і зловживав пияцтвом.